# Justine Nahimana
Justine Nahimana, née le 6 août 1979, est une athlète burundaise spécialisée dans le 10 000 mètres. Elle a participé aux Jeux olympiques d'été de 1996, seule athlète féminine de la délégation de son pays et aux championnats du monde d'athlétisme 1997 à Athènes.

## Carrière
Âgée de 16 ans lors Jeux olympiques d'été de 1996 auxquels elle participe, c'est une pionnière, seule  athlète féminine de sa délégation et première sportive burundaise à y participer. Elle termine 18e de sa série et ne se qualifie pas pour la finale du 10 000 m. 
Elle prend part également aux championnats du monde de 1997 à Athènes et échoue à se qualifier pour la finale en terminant de nouveau 18e de sa série, sur 5 000 m.